# Ciompi Quartet
Le Ciompi Quartet est un quatuor à cordes américain fondé en 1965 par Giorgio Ciompi, ancien élève de Jules Boucherit.

## Discographie sélective
- Œuvres de Aaron Copland, Robert Ward et Stephen Jaffe sur le disque American Works for String Quartet chez Albany Records (1992)
- Œuvres de Donald Wheelock sur le disque The Ciompi Quartet plays Donald Wheelock chez Albany Records (1993)
- Œuvres de Paul Hindemith, Earl Kim, Arvo Pärt et Ralph Vaughan Williams sur le disque Melancholie chez Albany Records (2003)